# Plesiochelyidae
Famille
Les Plesiochelyidae forment une famille fossile de tortues qui ont vécu du Jurassique supérieur (Kimméridgien) au Crétacé inférieur sur le continent Laurasia, près des estuaires ou des côtes.

## Liste des sous-taxons
Selon Paleobiology Database en 2022, les sous-taxons sont au nombre de dix :

## Liste des genres
Selon GBIF (7 avril 2024) :
- † Craspedochelys Rütimeyer, 1873
- † Globochelus Lapparent de Broin, Breton & Rioult, 2021
- † Hispaniachelys Slater, Reolid, Schouten & Benton, 2011
- † Plesiochelys Rütimeyer, 1873
- † Portlandemys Gaffney, 1975
- † Tholemys Andrews, 1921
- † Tienfuchelys Young & Chow, 1953

Auxquels Paleobiology Database (7 avril 2024) ajoute le genre suivant :
- † Yanduchelys Peng et al., 2005

## Classification
Le nom valide de ce taxon est Plesiochelyidae Rütimeyerd, 1873.
Plesiochelyidae a pour synonymes :
- Emys dutertrei (Sauvage, 1872)
- Hispaniachelys prebetica Slater et al., 2011
- Plesiochelys dutertrei (Sauvage, 1872)
- Stylemys lindenensis Maack, 1869